# جارویس کوکر
جارویس برانسون کاکر (متولد ۱۹ سپتامبر ۱۹۶۳) موزیسین و مجری رادیوی انگلیسی است. کاکر به عنوان بنیانگذار و تنها عضو پایدار گروه موسیقی پالپ، در اواسط دهه ۱۹۹۰ تبدیل به یکی از چهره‌های شاخص ژانر بریت پاپ شد. در پی ایجاد وقفه در کار گروه پالپ، کاکر موسیقی را به تنهایی ادامه داد. او ۷ سال مجری یک برنامه موسیقی به نام Jarvis Cocker's Sunday Service در رادیو بی‌بی‌سی ۶ بود.